# (32314) Rachelzhang
2000 QO42 (asteroide 32314) é um asteroide da cintura principal. Possui uma excentricidade de 0.04533450 e uma inclinação de 1.14960º.
Este asteroide foi descoberto no dia 24 de agosto de 2000 por LINEAR em Socorro.